# يوكا ميازاكي
يوكا ميازاكي (宮﨑 有香) (13 أكتوبر 1983 في إغا في اليابان – )؛ هي لاعبة كرة قدم كانت تلعب كمدافع. ولعبت مع منتخب اليابان لكرة القدم للسيدات.

## وصلات خارجية
- يوكا ميازاكي على موقع الاتحاد الدولي (مؤرشف)  (الإنجليزية)
- يوكا ميازاكي على موقع Soccerway.com (الإنجليزية)
- يوكا ميازاكي على موقع عالم كرة القدم.نت (الإنجليزية)
- يوكا ميازاكي على موقع أوليمبيديا (الإنجليزية)